# Ка Кимето (Виченца)
Ка Кимето је насеље у Италији у округу Виченца, региону Венето.
Према процени из 2011. у насељу је живело 36 становника. Насеље се налази на надморској висини од 37 м.